# Androp
androp（アンドロップ）は、日本のロックバンド。所属事務所はimage world。レーベルはSPACE SHOWER MUSIC。

## 概要
- 2008年にボーカル・ギターの内澤崇仁を中心に結成し、2011年にメジャーデビュー。2014年には内澤が目標としていた国立代々木競技場第一体育館公演を行い、1万人を動員した。
- バンド名は英単語の「and」と「drop」を組み合わせた造語。内澤はインタビューで「自分たちの音楽が、聴く人にとって生活の中で寄り添うような音楽であってほしいと思っていたので、寄り添うという意味で〈and〉を入れました。そして、感情的な物を入れたいなという気持ちもあったので、喜怒哀楽を意味するもので、涙は形の無いものだけど、どの感情でも出てくるものだと思ったので、〈and〉と付随するものだと思い〈drop〉にしました。造語って意味の無いものだと思うのですが、あえて意味の無いものにしたかったんです」と語っており、また意味のない造語にした理由については、音楽活動を通して「androp」という言葉に意味を持たせていくことを挙げている[2]。
- 結成当初は、音源以外の情報は必要ないという意向から、バンドメンバーの名前や顔写真等は一切公開されていなかった。その後、2011年の｢door｣のリリースツアーでメンバーの名前を公表、顔写真公開は2012年のシングル｢Boohoo｣発売に公表した[3]。
- 各アルバムタイトルは頭文字をリリース順に繋げると「androp」になるように命名されており、7枚目のアルバムではセルフタイトルとなった。また、メンバーは言及していないものの、アルバム『androp』以降のアルバム作品のタイトルの頭文字はアルファベット順となっている。
- 2016年には初のベストアルバム『best ［and/drop］』をリリースした。

## 来歴

### 2008年
内澤崇仁を中心にandropが結成される。

### 2009年
音源リリース前の新人としては異例の抜擢でSUMMER SONICに出演すると、12月16日には初のアルバム作品となる『anew』をリリースし、本格始動した。

### 2010年
4月17日に初の単独公演「one-man live angstrom 0.1pm」を代官山UNITで開催し、そのわずか4日後の4月22日には2作目のアルバム『note』をリリース。
8月にはSUMMER SONICに2年連続での出演を果たすと、10月23日には恵比寿LIQUIDROOMで「one-man live angstrom 0.2pm」を開催し、12月にはワーナーミュージック・ジャパンの新レーベル「unBORDE」に移籍した。

### 2011年
2月16日に3作目のアルバム『door』をリリース。
5月には初めてのワンマンライブツアー「one-man live tour angstrom 0.3 pm」を開催すると、8月にはROCK IN JAPAN FESTIVALへの初出演とSUMMER SONICへの3年連続出演を達成。
9月21日には初のフルアルバムとなる『relight』をリリースした後、9月から10月にかけてライブツアー「one-man live tour angstrom 0.4 pm」を開催し、年末にはRADIO CRAZYとCOUNTDOWN JAPANの2つの年越しイベントに出演した。また、この年の「ミュージック・ジャケット大賞」で『door』が準大賞を受賞した。

### 2012年
2月15日に初のシングル「World.Words.Lights./You」をリリースすると、翌日2月16日から3月末にかけて「one-man live tour "relight"」を開催し、7月からはラジオ番組『THE KINGS PLACE』(J−WAVE)の水曜日のナビゲーターを担当。
8月22日に2ndシングル「Boohoo/AM0:40/Waltz」をリリースすると、1か月後の9月29日から11月2日にかけて「one-man live tour angstrom 0.5 pm」を開催し、12月5日には2ndフルアルバム『one and zero』をリリースした。

### 2013年
3月に初のワンマンホールツアー「one-man live tour "one and zero"」を開催。ツアーファイナルの国際フォーラム公演を収めたDVDがのちに発売された。
8月21日発売の3rdシングル「Voice」のタイトル曲は、テレビドラマ『Woman』の主題歌として注目を集め、8月23日にテレビ朝日「ミュージックステーション」に初めて出演し、同曲を披露した。
11月16日からは全国8都市を回るツアー「one-man live tour angstrom 0.6 pm」を開催すると、11月27日には4thシングル「Missing」を発売。表題曲「Missing」もまた、映画『ルームメイト』の主題歌となった。
NHK Eテレの「テクネ 映像の教室」で「Voice」のMVの映像がメーキング・スペシャルで放送された。

### 2014年
3月5日に3rdフルアルバム『period』をリリース。
3月23日にはメンバーが目標としていた国立代々木競技場・第一体育館での単独公演を開催。チケットは完売し、1万人を動員した。この公演の模様は6月にWOWOWにて放送されたほか、8月に映像作品として発売された。
8月2日にはTBS『音楽の日』に出演、同月30日から9月28日にかけてツアー「one-man live tour "period"」を開催した。
デビュー5周年記念日となった12月16日には、会員限定のトークとライブのイベントである「androp 5th Anniversary Special Live 20141216」を、andropが初めてワンマンライブを行った代官山UNITで開催した。

### 2015年
3月11日に6thシングル「Ghost」を発売すると、4月29日から7月18日の約2か月半にわたってツアー「one-man live tour "angstrom 0.7 pm”」を開催。全国36都市で39公演を行い、自身最大規模のワンマンツアーとなった。
また、8月5日には4thフルアルバム『androp』をリリース。9月19日から10月25日にかけてツアー「one-man live tour "androp"」を開催した。
11月25日にはデジタルシングル「Kokoro」をリリースした。

### 2016年
3月25日に約7年間在籍した事務所「respire」の元を離れ、「image world」の設立を発表。
3月30日にはゲーム『スターオーシャン5 -Integrity and Faithlessness-』の主題歌となった「Astra Nova」をデジタルシングルとして配信。
5月8日からはツアー「one-man live tour "Image World"」を開催し、5月22日までの2週間で全5公演を行った。
また、7月27日には初のベストアルバム『best [and/drop』を発売すると、10月1日から10月16日にかけてツアー「one-man live tour "best blueprint”」を開催。
ツアー中の10月12日に、ミニアルバム『blue』をリリースした。

### 2017年
2月15日に映画「君と100回目の恋」に提供した楽曲「BGM」をデジタルシングルとして配信。
さらにシングル「Prism」を5月10日にリリースした。
また、5月15日より7月7日にかけて全国21ヶ所を周るツアー「one-man live tour "angstrom 0.8 pm”」を開催。
8月23日には、初のコラボ作品となる「SOS! feat.Creepy Nuts」をリリース。
9月には自身初となる東名阪対バンツアー「androp presents " A+ "」を開催。（東名阪全公演にFLOWER FLOWER、名古屋公演にフジファブリック、大阪公演に吉田一郎不可触世界）
また、9月13日には配信限定シングル「Tokei」をリリースしたほか、10月28日には初のワンマン野外ライブを日比谷野外大音楽堂にて開催。アンコールではCreepy NutsのR-指定が登場し、「SOS! feat. Creepy Nuts」を披露した。同公演の模様を収録した映像作品「one-man live 2017 at 日比谷野外大音楽堂」が翌2018年1月10日にリリースされる。
12月にはビルボード公演を開催。5日の大阪公演は無事開催されたものの、11日の東京公演は内澤の喉の不調のため内容が大幅に変更された。バンドはこの東京公演に関して、振替公演を開催すると発表している。内澤の体調が心配されたが、12月28日には年越しフェス「COUNTDOWN JAPAN 17/18」に出演。この日のセットリストは前もってTwitterにて公募された。

### 2018年
1月10日にシングル「Joker」をリリース。前述のライブ映像作品と同時発売となる。「Joker」は映画『伊藤くん A to E』の主題歌に採用された。
4月28日から6月3日にかけて、全国5カ所で5公演を行うホールツアーを開催した。
8月29日にはフジテレビ系ドラマ『グッド・ドクター』の主題歌となったシングル「Hikari」をリリースし、9月4日から11月16日にかけては、全国14ヶ所18公演を行うライブハウスツアー「one-man live tour 2018 "angstrom 0.9 pm"」を開催。
12月19日にはアルバム「daily」をリリースし、デビュー10年目のアニバーサリーイヤーをスタートさせる。

### 2019年
アルバム作品を収録曲順通りに演奏し再現するシリーズライブである「HMV GET BACK SESSION」の第18弾と第19弾をandropが開催。1月26日・下北沢GARAGEで『anew』を、2月19日・LIQUIDROOM ebisuで『relight』を再現する。
2月27日にはシングル「Koi」をリリース。同作には映画「九月の恋と出会うまで」の主題歌「Koi」、日本郵便「ゆうパック」のタイアップソングである「For you」が収録された。
3月24日には事務所・image worldの設立3周年記念ライブ「image world -3rd. Anniversary live-」を大阪・東心斎橋CONPASSで開催し、5月15日から6月22日にかけては、全国で6公演を行う「one-man live tour "daily"」を開催する。
6月8日、ZIP-FMの「RADIO SNEAKER'Z」内の1コーナー「andropのサタデーナイトサウナ」が放送開始（月1回。7月以降は第1週に放送）。
9月11日から16日に東京・伊勢丹新宿店本館で開催されるイベント「ISETAN 靴博 2019」の公式アンバサダーとなり、テーマソングに「Kitakaze san」が使用された。
10周年を記念したAnniversary Book「Image / Word 」が数量限定で刊行された。
12月18日「C」が「明治 ザ・チョコレート」のキャンペーンソングに起用された。

### 2020年
1月11日と12日に10周年を記念した「androp -10th. Anniversary live」を昭和女子大学人見記念講堂にて2日間開催した。
1月24日公開の映画『サヨナラまでの30分』に内澤が音楽プロデューサーを担当し、andropも楽曲に参加した。
3月14日、事務所・image worldの設立4周年記念ライブ「image world -4th. Anniversary live- & -After Party live-」を沖縄にて開催予定していたが、新型コロナウイルスの感染拡大防止により、開催の見送りが発表された。
4月8日、恵比寿ザ・ガーデンホールにて開催を予定していた「9mm Parabellum Bullet × androp supported by STAND ALONE」を新型コロナウイルス感染拡大の影響のため延期（→2020年7月5日）その後、再延期（→2021年3月31日）。
4月17日、未公開シーンを含む2010年の1stワンマンライブ映像「one-man live “angstrom 0.1 pm”」を期間限定で公開した。
6月12日よりツアー「androp one-man live tour 2020」の開催を予定していたが、新型コロナウイルス感染拡大の影響のため、全9公演の開催見送りと、約1年後の振替公演が発表された。
6月25日、初のオンラインツーマンライブ「SOS! 2020」をCreepy Nutsと開催した。
9月21日、デジタルシングル「RainMan」を配信リリース。
9月24日、J-WAVE「SONAR MUSIC」のナビゲーターを担当した。
9月26日、初のオンラインワンマンライブ「androp online live 2020 “RainMan”」を開催した。
12月13日、ビルボード東京にて「androp -11th Anniversary Special Live- at Billboard Live」を開催。じつに1月ぶりの有観客ライブとなった。

### 2021年
2月23日「J-WAVE HOLIDAY SPECIAL au Smart Pass presents EXPERIENCE THE FUTURE」にて5Gを駆使したマルチアングル動画による音楽ライブとインタビューがオンエアされた。ライブの様子は4画面マルチアングルのライブ映像として「auスマートパスプレミアム」にてストリーミング配信、YouTube Liveでも同時ストリーミング配信された。
3月12日に事務所・image worldの設立5周年記念ライブ「image world -5th. Anniversary live-」を大阪・Billboard Live OSAKAで開催。
3月31日、再延期となっていた「9mm ParabellumBullet × androp supported by STAND ALONE」を恵比寿ザ・ガーデンホールで開催。
5月2日、野外音楽フェスティバル「JAPAN JAM」が2年ぶりに開かれ、SUNSET STAGEへ出演。
延期していた"androp one-man live tour 2020"をタイトルも新たに[androp one-man live tour 2021 "Beautiful Beautiful"]として、5月7日仙台公演より全国9公演のツアーを開催。来場者の安全を確保しながら楽しんでもらえる方法の中で、"バンド公演”と”弾き語り公演”というバンド史上初めてふたつの編成で行う。
9月4日、初のビルボードツアー「androp Billboard Live Tour 2021 "Lonely”」を行い、初となるサックスを迎えてのライブとなった。
11月10日、アルバム『door』リリースから10年を記念しアルバム完全再現ライブ「one-man live tour 2021 "Back to the door”」を開催。チケットの申し込みが殺到したため映像作品化し期間限定で配信した。
12月4日、CDデビュー12周年を記念し「androp -12th Anniversary Special Live-」を開催。コロナ禍以降約2年ぶりにスタンディングでのワンマンライブとなった。
12月16日、音楽雑誌「MUSICA」にインタビューが初掲載された。
12月22日、約3年9ヶ月ぶりとなる6枚目のフル・アルバム「effector」をリリースした。豪華盤（Limited Box）も限定発売し、カメラマン西槇太一が撮り下ろしてきたライブフォトも使用された。
12月23日、24日、初の試みとなるライブと演劇を組み合わせたコンセプトライブ「androp "music story" act1 ～Christmas Radio～」を開催。演劇パートでは女優の松風理咲と中島亜梨沙が初共演した。
12月27日、スペースシャワーTV「androp MUSIC VIDEO SPECIAL」が放送された。

### 2022年
1月22日、「uP!!! SPECIAL LIVE HOLIC extra 2022 supported by SPACE SHOWER TV」幕張メッセイベントホールに出演。
5月1日、さいたまスーパーアリーナで開催された「VIVA LA ROCK 2022」に初出演。WORLD STAGEのトップバッターを飾った。
5月3日、OSAKA GIGANTIC MUSIC FESTIVAL 2022 SPIN-OFF 『THE BONDS 2022 -GIGANTIC TOWN MEETING-』に出演。
5月7日から「androp one-man live tour 2022 "effector”」全国６公演のツアーを開催。
2022年6月16日、J-WAVE「SONAR MUSIC Song History～あの曲が生まれた場所～」に内澤が出演。「MirrorDance」誕生の思い出と「J-WAVE LIVE 2013」でのライブ音源をOAした。
7月17日から「androp one-man live tour 2022 "e&BB Reprise"」全国3公演のツアーを開催。前回弾き語り公演時「バンドで戻ってくる」と約束した場所のうち、effectorツアーには含まれていない残り3箇所をバンド編成で周った。広島公演にて「SummerDay」を初披露。
7月24日、舞洲スポーツアイランドで開催された「ジャイガ-OSAKA GIGANTIC MUSIC FESTIVAL 2022-」のCOAST STAGE に出演。
7月27日、デジタルシングル「SummerDay」リリース。日本テレビ系『バゲット』8月エンディングテーマに起用された。
8月12日、会場を移し3年ぶり千葉市蘇我スポーツ公園にて開催された「ROCK IN JAPAN FESTIVAL 2022」のPARK STAGEに出演。
9月3日、約5年ぶりに日比谷野外大音楽堂にて「androp one-man live 2022 at Hibiya Open-Air Concert Hall」を開催。
9月9日、「WILD STOCK番外編～TOKYO ISLAND × WILD STOCK～」に鹿野淳と共に出演。
9月18日、「New Acoustic Camp 2022」YONDERステージにバンドとして初出演。
9月24日、東京・海の森公園にて初開催された「TOKYO ISLAND」TOKYO STAGEに出演。鹿野淳と共に焚き火エリアで「夜の本気サウナトーク」を行う。
9月25日、3年ぶりに中津川公園で開催された「中津川 THE SOLAR BUDOKAN 2022」REVOLUTION STAGEに出演。
10月9日、3年ぶりの開催となった「東京工科大学学園祭紅華祭」に出演。
10月5日、12日、東京・渋谷CLUB QUATTROにて２週にわたりストレイテナーと対バン企画を実施。
11月23日、ODD Foot WorksよりPecori、Tondenhey、鋭児より御厨響一が参加したニュー・デジタル・シングル「Neo Tokio Stranger feat. Pecori,Tondenhey & Kyoichi Mikuriya」をリリース。
12月14日、アルバム『fab』をリリース。
12月18日、「MERRY ROCK PARADE 2022」NOEL STAGEに出演。
12月9日、CDデビュー13周年を記念して東阪Billboard Liveを巡るツアー「androp -13th Anniversary Special Live- at Billboard Live」を開催。初となるコーラス隊を迎えてのライブとなった。
12月27日、「FM802 ROCK FESTIVAL RADIO CRAZY 2022」R-STAGEに出演。

### 2023年
2月23日、キリスト品川教会 グローリア・チャペルにて「image world -7th. Anniversary live」を行う。
3月25日、大阪・なんばHatchで開催された「MINAMI WHEEL」の25周年を記念したオープニングイベント「FM802 MINAMI WHEEL 2023 -25th Anniversary- OPENING EDITION」にSHE'Sと出演。
4月2日、Zepp Diver Cityにてアルバム『one and zero』リリースから11年を記念し、アルバム再現ライブ「androp one-man live 2023 “Back to the one and zero”」を行う。
5月4日、埼玉県・さいたまスーパーアリーナで10度目の開催を迎える「VIVA LA ROCK 2023」VIVA! STAGEに出演。
5月20日、新木場・若洲公園で開催された「METROCK 2023」に8年ぶりに出演。SEASIDE PARKのトップバッターを飾った。2013年にこのフェスにて「Voice」のMVを撮影したことに内澤がMCで触れ、その流れで「Voice」を披露した。また、この様子はABEMAで無料生中継された。
5月27日、岡山の野外フェスティバルで10回目となった「hoshioto'23」にヘッドライナーとして初出演。
5月31日、デジタルシングル「Happy Birthday, New You」リリース。
6月10日、東京都・海の森公園で開催された「TOKYO ISLAND 2023」に出演。ステージ以外の活動として、"絶景サウナ"にアーティスト熱波師として伊藤と佐藤が出演。ライブ後の27時からTOKYO ISLANDの会場から生放送された「焚火会 のオールナイトニッポン0 ～TOKYOISLAND スペシャル～」にゲスト出演。
6月21日、”EYE VDJ MASA”の楽曲にフィーチャリングで参加した「UNREAL feat.androp」がリリース。
6月23日、映画「NO LIMIT, YOUR LIFE」の主題歌に「FLY feat.androp」が起用。
7月3日、中条あやみが出演するJR西日本 新幹線の旅「旅はのぞみだ」CMソングに「Arata」が採用。
7月6日、FM FUJI『Bumpy』に佐藤と伊藤がリモート出演。
7月11日、渋谷CLUB QUATTROで開催される35周年記念イベント「NEW VIEW」にOmoinotakeと共に出演。
7月15日、JR大阪駅で開催される「ナツノレイル旅祭」に内澤と佐藤が出演。トークと弾き語りによるライヴが行われた。
7月21日、デジタルシングル「Black Coffee」リリース。
7月25日、「Arata」のMV公開。
8月9日、デジタルシングル「Hyper Vacation」リリース。
8月21日、J-WAVE「TOKYO MORNING RADIO」に内澤と前田が生出演。別所和洋と共に「Black Coffee」をスタジオライブで行う。同日、TOKYO FM「THE TRAD」に内澤と佐藤が生出演。
8月22日、Zepp Nagoyaで開催される「TREASURE05X 2023 20th Anniversary ～THEATER OF ENVY～」に出演。
8月23日、13th album『gravity』リリース。同日、1年半ぶりとなるandropのYouTubeオリジナル番組「androp room」の生配信を行う。
8月25日、山梨・山中湖交流プラザ きららにて開催される野外フェスティバル「SPACE SHOWER SWEET LOVE SHOWER 2023」に出演。翌26日には GOOD VIBES STAGEにて斎遊記 -富士山編-のゲストとして、内澤が牧達弥(go!go!vanillas)と出演。「SuperCar」と「若者の全て」を歌唱。
8月27日から全国8公演のツアー「androp one-man live tour 2023 “fab gravity”」を開催。開催を記念して、会場のパネルからQRコードを読み込むと各会場限定のウェルカムムービーが見られるキャンペーンが実施された。
9月14日、手越祐也のツーマン企画「2ペプラ手越 –TWO MAN ZEPP TOUR-」出演。「OVER YOU」をサプライズでカバーしたほか、自身の楽曲「September」と手越の楽曲「この手とその手」で手越とコラボした。
9月23日、岐阜・中津川公園で開催されるロックフェス「中津川 THE SOLAR BUDOKAN 2023」に出演。andropのステージにヴァイオリニストNAOTOが参加しSuperCarを演奏。その後ROCKIN' QUARTETでは内澤がトップバッターで出演。
10月、フジテレビ系ドラマ「パリピ孔明」にて上白石萌歌演じるアーティストEIKOの楽曲「Time Capsule」を提供。
10月15日、「one-man live tour 2023 “fab gravity”」のツアー初日、8/27(日)Zepp Shinjuku(TOKYO)公演のアーカイブ配信が開始された。
10月18日、東京・Spotify O-EASTでmol-74と共に「ライブナタリー "androp × mol-74"」に出演。映画「サヨナラまでの30分」のmol-74の武市和希が制作し内澤がアレンジを手掛けた楽曲「目を覚ましてよ」をカバーし武市と共演。ライブペインティングパフォーマー・近藤康平がライブのキービジュアルとなる1枚の絵画を完成させた。同日、内澤が制作、andropが演奏で参加した「Ourin-王林-」の1stシングル「ハイテンション」の先行配信がスタートした。
10月20日、J-WAVE「-JK RADIO- TOKYO UNITED」に出演。総クリック数141,827クリックで「サヨナラCOLOR」の弾き語りを行った。
11月3日、アクトシティ浜松で開催された「FUNDAY PARK FESTIVAL 2023 -extra show in ACT-」に出演。
11月4日、東京ビッグサイトで開催された「JAPAN MOBILITYSHOW 2023」の「H₂ Energy Festival」に出演。
11月11日、埼玉県東松山市のCOEDOクラフトビール醸造所で開催された「麦ノ秋音楽祭 2023 #Seeds」に初出演。
12月1日、鋭児のツーマン企画「ALL STARS TOUR」出演。御厨響一、Pecoriと「Neo Tokio Stranger」をコラボした。
12月13日、デジタルシングル「Image Word（New Recording Ver.）」リリース。これは同年12月16日から15周年目に突入する特別な節目にバンドの原点である「Image Word」を新たに録音し直したものである。同日、これまでも15周年もその先も変わらない、andropの想いを言語化したステートメントを公開した。同時に、カメラマン新津保建秀撮影の新アーティスト写真を公開した。
12月16日、24日、デビュー14周年を記念し大阪と東京で「androp -14th Anniversary Special Live- at Billboard Live」を開催。
12月29日、インテックス大阪で開催された「FM802 ROCK FESTIVAL RADIO CRAZY 2023」のL-STAGEに出演。

### 2024年
3月13日、デジタルシングル「Story」リリース。同日、それに伴って新たなステートメントを公開した。
3月15日、主題歌を担当した安達祐実主演のFODオリジナル・ドラマ『愛してるって、言いたい』が配信スタート。ドラマ内に登場する櫻井海音と草川拓弥が演じるバンド「煌-RECCA-」のバンドメンバーとして特別出演し、「煌-RECCA-」による「Story」のミュージックビデオにもandropが出演している。
3月16日、沖縄で「image world -8th Anniversary live-」を開催。新型コロナウイルスの影響で中止されていた4周年ライブのリベンジ公演を果たす。
3月18日、XIIX主催の「XIIX presents Eleven Back vol.2」に出演。XIIXの「No More」をカバーし、内澤と斎藤宏介の共作「魔法の鏡」を共演。また「Boohoo」では前田と須藤優のベースソロバトルを披露した。
3月19日、第一三共ヘルスケアの「家族をつなぐ くすり箱プロジェクト」Webムービーに「Tayori feat.荒谷翔大」がキャンペーンソングとして使用される。映像では内澤が出演している。
3月29日、「Story」のMV公開。
4月24日、デジタルシングル「Tayori feat.荒谷翔大」リリース。同日、内澤が荒谷翔太とコラボインスタライブを行った。
5月25日、横浜赤レンガ倉庫で開催された「GREENROOM FESTIVAL'24」のREDBRICKステージに初出演。サーフカルチャーをバックボーンに持つフェスであることから、この日のセットリストはサーフィンを意識して組まれた。
6月6日、デビュー15周年を記念して「-15th Anniversary Special Live- androp presents "A+"『androp×go!go!vanillas』」を開催。この対バンライブはandropの15周年とgo!go!vanillasの10周年を祝う初の共演イベント。事前に開催を記念してandrop member pageとgo!go!CLUB会員限定でそれぞれのファンに聴いてほしい楽曲を募集した他、コラボラジオの配信やコラボグッズの販売も行った。go!go!vanillasにとっては独立後初のライブとなった。対バン実現のきっかけは両バンドのファンクラブがともにFanplusのサービスを利用していることであり、そのFanplusがスポンサーとなっているTOKYO FMのラジオ番組『FESTIVAL OUT』のパーソナリティーとして、両バンドと親交もある別府由来が開演前のDJと進行役を務めてのライブとなった。アンコールではTTNoWをそれぞれのサポートを含めた計10人でコラボした。同日、15周年を祝したandrop×八戸酒造のスペシャルコラボ日本酒『八仙-乾杯をしよう 僕らはきっと よくやった-』が発売された。
7月1日、デジタルシングル「Vidro」リリース。同楽曲はドラマ「タカラのびいどろ」のエンディング主題歌となった。
7月20日、「2024楠溪江 XIHU ROCK」に初出演予定であったが、気象・天候等による起因でイベントを安全に開催できないと判断されたため、開催中止となった。
7月21日、「one-man live in 上海 育音堂音楽公園」を開催。初の中国公演を成功させた。
8月28日、デジタルシングル「Massara feat.井上竜馬(SHE'S)」リリース。
9月4日、SPACE SHOWER TVにて15周年特集企画として「ファンが選ぶ！androp BEST MUSIC VIDEO SPECIAL」が放送された。過去に発表されてきた数々のMVの中から、ファンが選んだビデオをメンバーのコメント共に放送した。
9月7日から全国11公演のツアー「androp -15th. Anniversary tour-」を開催。サポートを入れず4人だけで回るツアーは7年ぶりとなった。また、全公演異なるセットリストが演奏された。さらに、開催を記念して会場限定モバイルくじと公演日限定スタンプラリーを実施した。
10月12日、androp×SHE'Sのコラボ生配信をそれぞれの会員限定で行った。楽曲コラボやandrop主導フェスへの出演など、親交の深い2組での特別な生配信となった。後日、5週にわたってアフタームービーが公開された。
10月14日、東京・海の森公園にて開催された「東京都海の森倶楽部会員事業 TOKYO ISLAND 2024」に出演。同日は【androp 15th Anniversary day】としてandrop主導のフェスとなり、バンドの歴史、メンバーそれぞれの歴史に大きな影響を与えたアーティストが集まった。andropは大トリを務めたほか、過去に楽曲でコラボした荒谷翔太、SHE'Sの井上竜馬、内澤が楽曲提供した王林、菊池桃子、共作したUNISON SQUARE GARDEN / XIIXの斎藤宏介をゲストボーカリストに迎え、andropが演奏するというandrop ISLAND Sessionとしても出演した。andropのステージでは御厨響一、Pecoriと「Neo Tokio Stranger」をコラボした。
10月16日、会員限定のラジオ番組RADIO andropの生配信を行い、TOKYO ISLAND 【androp 15th Anniversary day】を振り返った。
11月13日、リリース予定のアルバム『hooray』より先行デジタルシングル「Sound Check」がリリース。同日、MVも公開された。MVでは「androp -15th. Anniversary tour-」のファイナル、心斎橋BIG CATの会場で開演前に撮影された映像とそのライブ中に撮影された写真が使用されている。
12月9日、SPACE SHOWER TVにて15周年特集企画として「TOKYO ISLAND -androp 15th Anniversary day- DOCUMENTARY」が放送された。andropの15周年を記念したTOKYO ISLAND -androp 15th Anniversary day-に密着した特別番組となった。
12月11日、14th album『hooray』リリース。それに伴い、タワーレコード新宿店となんばパークス店ではパネル展が行われた。
12月16日、アルバム『hooray』発売を記念した配信番組をandrop Official YouTubeチャンネルにて生配信。15周年イヤーを駆け抜けてきたandropがまさに15周年の記念日に行う特別な番組となった。
12月29日、「FM802 35th ANNIVERSARY“Be FUNKY!!” ROCK FESTIVAL RADIO CRAZY 2024ｰレディクレ15th-」のL-STAGEのトップバッターでandropxSHE'Sとしてこの日限りのスペシャルバンドで出演。それぞれのバンドメンバー全員がステージ上に立ち、互いの曲を演奏し合った。

### 2025年
1月4日から12日まで、池部楽器渋谷旗艦店にてandrop×イケシブ presents 15th. Anniversary & new album『hooray』Release記念 Special Exhibitionを開催。この大規模展示イベントは、活動初期よりイケベ楽器と強い繋がりを持つandropのCDデビュー15周年とNewアルバム『hooray』のリリースを記念したものであった。大画面での映像上映やイケシブとのコラボグッズ販売などが行われた。
1月11日、LINE CUBE SHIBUYA (渋谷公会堂)にて「androp -15th. Anniversary Special Live-」を開催。androp15周年特別企画の集大成となった。同日、会場にて「TOKYO ISLAND 2024 androp 15th Anniversary day」 にフォトグラファー中野敬久が密着ドキュメントした写真集が販売された。
3月3日から、前年6月に限定発売され大好評を博したandrop×八戸酒造のスペシャルコラボ日本酒『八仙-乾杯をしよう 僕らはきっと よくやった-』がローソンの一部店舗にて販売開始した。
3月21日、イケシブLIVESにて写真集『TOKYO ISLAND 2024 androp 15th Anniversary day』の発売を記念した「GRANDEY BASS TOKYO presents androp『TOKYO ISLAND 2024 androp 15th Anniversary day』Special Talk Live」を開催。メンバーと密着撮影したフォトグラファー中野敬久によるスペシャルトークライブとなる。
3月22日、代官山UNITにて「image world -9th. Anniversary live-」 を開催。
4月からNHK『みんなのうた』に初登場。楽曲は同番組へ書き下ろした「Mirai Bana」。
4月17日、18日にコニカミノルタプラネタリアYOKOHAMAにて「androp：LIVEEXPERIENCE of DYNAVISION-LED」を開催。
4月30日、デジタルシングル「Mirai Bana」リリース。
5月18日から全国5公演のツアー「one-man live tour 2025 “hooray”」を開催。
7月19日、「八仙 夏の蔵まつり 2025」に出演。
8月4日、NELKEの対バンイベント「GACHI vol.2 ~大阪編~」に出演。
8月21日から初の中国ツアー「androp China tour 2025」を開催
8月30日、「六呂師 Starry Music Festival 2025」に出演。
10月11日からアルバム『period』リリースから11年を記念した東名阪ツアー「androp one-man live tour 2025 “Back to the period”」を開催。
10月13日、「TOKYO ISLAND 2025」に出演。
11月29日、「Echo Chronicle – androp 16th × The Daily Tohoku 80th Special Anniversary Live – at Hachinohe」を開催。

## メンバー

### 内澤崇仁（うちさわ たかひと）
- ボーカル・ギター担当。楽曲によっては、コーラス・ギター・ピアノ他多くの楽器演奏やプログラミングも担当している。andropのほとんどの楽曲の作詞・作曲・編曲を手掛ける[注釈 1]。
- バンド活動以外にも新田真剣佑と北村匠海のW主演映画『サヨナラまでの30分』での音楽プロデューサー、映画『アナログ』や『君は月夜に光り輝く』の劇中音楽、蜷川実花の個展音楽なども担当。柴咲コウ、南波志帆、坂本真綾、Aimer、miwa、上白石萌音、Da-iCE、宮川愛李、有華、王林、幾田りら、春茶、菊池桃子、松下洸平など様々なアーティストへの楽曲提供やプロデュースも行っている[82][83][84]。
- 北村匠海や上白石萌音とは古くから関わりがある[85][86]。
- エクスペリメンタル・ロックやポストロック、アンビエントへの造詣も深く、例えば、ライブ開演前に会場で流れる曲もこれらの分野の影響を受けている。[87][88][89]
- 「弟を喜ばせたい」という思いが音楽を始めるきっかけとなった。[90][91][92]
- ギターに出会ったのは小学生の頃で、遊び場の秘密基地に置いてあったアコースティック・ギターを手に取り、音を鳴らしてみたところ心を奪われた。[93][94][95]
- アルバム『one and zero』をリリースした後に、曲が作れなくなってしまった時期があり、そのままホールツアーが始まったことがあった。[96]そしてステージの上で「お客さんと一緒に歌える曲を作りたいな」と思い「Voice」のワンフレーズができた。[96]
- 「ネコ」という名前の猫を飼っている。[97][98]3rdフルアルバム『period』に収録の「Neko」のモチーフとなっている。[99]
- 1959年製のフェンダー・ストラトキャスターのハードテイル・モデル（トレモロユニット無し）をメインギターとして使用しているように、ビンテージギターを愛用している。ピックアップ・セレクターを5ウェイに、フレットをジャンボサイズに交換している[100]。サブとして1964年製のストラトキャスターを使用している。アコースティック・ギターはギブソンJ-45、 マーティンD-18、テイラー314ceを使用しているが、エレキからの持ち替えに違和感がないように、弦高は低くセッティングしている。[101]また、楽曲によっては弓でエレクトリック・ギターを奏でる「ボウイング奏法」という特殊奏法も使う（「Strobo」、「O」、「Rising Star」、「Kaonashi」、「Lost」楽曲等）。
- メインアンプはマッチレスのDC-30[102]。シールドはVITAL AUDIO製の初期に製作されたBassケーブルを使用している。

### 佐藤拓也（さとう たくや）
- ギター担当。楽曲によってはキーボード、ピアノを担当することもある。
- androp結成前は「ハイブリッドベイビーズ」というバンドに所属していた[104]。
- 高校生の時はレイジ・アゲインスト・ザ・マシーンやリンキン・パークなどのコピーバンドで、岡崎市のライブハウス・CAM HALL（カムホール）に出演していた。[105]
- 1967年製のフェンダー・テレキャスターをメインギターとして使用。サブのギターは、学生時代にお金を貯めて購入したUSA製のテレキャスターである。どちらも弾きやすくするために、ブリッジ・プレートを縁のない6駒タイプに交換している[102]。キーボード担当としては、Nord Lead 2（バーチャルアナログシンセサイザー）を弾く。[106]
- メインアンプとして、マーシャルJCM900を使用している。内澤と佐藤は、ステージ上でアンプの音が鳴らないように、セレッションのスピーカーユニットを用いた自作のサイレントボックスを使用し、PAでミックスしたクリアな音のみをイヤーモニターで聴きながら演奏し、また、アンプのマイクに他の音が混じらないようにしている[107]。
- 2015年5月からDRとのエンドースメント契約を結んでおり、ライブやレコーディングにおいて、DR TITE FIT LT-9を使用している[108]。
- サウナ好きが高じて、熱波師検定の認定証を持っている[109]。

### 前田恭介（まえだ きょうすけ）
- ベース担当。
- プレイスタイルは、フィンガー・ピッキング、ピック奏法、スラップ奏法と幅広い。スラップ奏法も右手親指の角度を曲によって変えている。1曲の中で複数の奏法を使い様々な表現をつけることが多く、ピックを口にくわえて指弾きするプレイスタイルはおなじみとなっている。
- 1960年製のフェンダー・ジャズベースを、ジャコ・パストリアスと同じように2ボリューム／1トーンに変更してメインベースとして使用[111]。また、4弦のペグはヒップショットのDチューナーに変えており、例えばPuppetではドロップDチューニング、ColorfulではE♭にチューニングするために、演奏直前にペグ下のレバーを倒している光景が見られる。
- 中高の頃に吹奏楽部でユーフォニアムやエレキベースを担当しており、作曲した人のイメージに向かっていくという側面のある吹奏楽部での経験が、今のandropでの活動（内澤崇仁の世界観の理解と再現）に役立っていると述べている[112]。
- テック21のサンズアンプ・ベース・ドライバーDIを使用して、太く存在感のある音色を作っている。フィンガー用、スラップ用、ピック用の3台を使用し、奏法ごとに細かく切り替えていたが、現在は1台しか使っていない[111][113]。
- サウナ好きが高じて、フィンランド政府観光局認定サウナアンバサダーに任命されている[9]。

### 伊藤彬彦（いとう あきひこ）
- ドラムス担当。
- 中学生の時に友人が文化祭でスピッツの「楓」を演奏していたのを見てドラムを始めることを決意[114]。高校生で吹奏楽部に入部、パーカッションとして打楽器全般を担当しながら並行してバンド活動も開始する。当時はグリーン・デイやHi-Standardのコピーバンドでも活動していた。
- 大学生の時に所属していた音楽サークルにて前田恭介と出会う。出会った時の第一印象は「絶対に仲良くなれないと思った」。
- フュージョンや、AOR、またソウルやR&B等のブラックミュージックにも傾倒。影響を受けたドラマーはスティーブ・ガッド、スティーブ・ジョーダン、ジョン・ボーナム、ジョン・セオドア、沼澤尚、等幅広い。
- CANOPUSとエンドースメント契約を結んでおり、主にCANOPUSのドラムセットを使用、自身のシグネイチャーモデルのスティックも使用している[115]。またビンテージ楽器等にも興味が深く、他にも多数の楽器を所有しており場面によって使い分けている。
- サウナ好きが高じて、熱波師検定の認定証を持っている[116]。

## ディスコグラフィ

### シングル
|      | 発売日         | タイトル                | 品番                                            | 最高位 | 収録アルバム |
| ---- | -------------- | ----------------------- | ----------------------------------------------- | ------ | ------------ |
| 1st  | 2012年2月15日  | World.Words.Lights./You | WPCL-11031（初回限定盤） WPCL-11039（通常盤）   | 19位   | one and zero |
| 2nd  | 2012年8月22日  | Boohoo/AM0:40/Waltz     | WPCL-11186（初回限定盤） WPCL-11187（通常盤）   | 19位   | one and zero |
| 3rd  | 2013年8月21日  | Voice                   | WPZL-30635/6（初回限定盤） WPCL-11522（通常盤） | 22位   | period       |
| 4th  | 2013年11月27日 | Missing                 | WPCL-11645（初回限定盤） WPCL-11646（通常盤）   | 27位   | period       |
| 5th  | 2014年8月13日  | Shout                   | WPCL-11953（初回限定盤） WPCL-11954（通常盤）   | 24位   | androp       |
| 6th  | 2015年3月11日  | Ghost                   | WPCL-12060（初回限定盤） WPCL-12061（通常盤）   | 13位   | androp       |
| 7th  | 2017年5月10日  | Prism                   | UPCH-7258（初回限定盤） UPCH-5907（通常盤）     | 31位   | cocoon       |
| 8th  | 2017年8月23日  | SOS! feat. Creepy Nuts  | UPCH-7346（初回限定盤） UPCH-5920（通常盤）     | 54位   | cocoon       |
| 9th  | 2018年1月10日  | Joker                   | UPCH-7365（初回限定盤） UPCH-5926（通常盤）     | 32位   | cocoon       |
| 10th | 2018年8月29日  | Hikari                  | UPCH-7434（初回限定盤） UPCH-5947（通常盤）     | 45位   | daily        |
| 11th | 2019年2月27日  | Koi                     | UPCH-7482（初回限定盤） UPCH-5958（通常盤）     | 48位   | effector     |

#### デジタルシングル
| 発売日         | タイトル                                                        | 収録アルバム    | レーベル                           |
| -------------- | --------------------------------------------------------------- | --------------- | ---------------------------------- |
| 2015年6月3日   | Yeah! Yeah! Yeah!                                               | androp          | ワーナーミュージック・ジャパン     |
| 2015年11月25日 | Kokoro                                                          | Best [and/drop] | ワーナーミュージック・ジャパン     |
| 2016年3月30日  | Astra Nova                                                      | Best [and/drop] | ワーナーミュージック・ジャパン     |
| 2016年7月6日   | Hana                                                            | Best [and/drop] | ワーナーミュージック・ジャパン     |
| 2016年9月28日  | Sunny day                                                       | androp          | androp/image world&SDR             |
| 2017年2月15日  | BGM                                                             | cocoon          | androp/image world&SDR             |
| 2017年9月13日  | Tokei                                                           | cocoon          | ZEN MUSIC/ユニバーサルミュージック |
| 2019年12月18日 | C                                                               | effector        | ZEN MUSIC/ユニバーサルミュージック |
| 2020年9月21日  | RainMan                                                         | effector        | ZEN MUSIC/ユニバーサルミュージック |
| 2021年6月9日   | Beautiful Beautiful                                             | effector        | SPACE SHOWER MUSIC                 |
| 2021年7月14日  | Lonely                                                          | effector        | SPACE SHOWER MUSIC                 |
| 2021年9月22日  | Moonlight                                                       | effector        | SPACE SHOWER MUSIC                 |
| 2021年11月3日  | Know How                                                        | effector        | SPACE SHOWER MUSIC                 |
| 2022年6月15日  | Tokio Stranger                                                  | fab             | SPACE SHOWER MUSIC                 |
| 2022年7月27日  | SummerDay                                                       | fab             | SPACE SHOWER MUSIC                 |
| 2022年9月7日   | September                                                       | fab             | SPACE SHOWER MUSIC                 |
| 2022年11月23日 | Neo Tokio Stranger (feat. Pecori, Tondenhey & Kyoichi Mikuriya) | fab             | SPACE SHOWER MUSIC                 |
| 2023年1月25日  | Neo Tokio Stranger (Tondenhey Remix)                            |                 | image world LLC                    |
| 2023年5月31日  | Happy Birthday, New You                                         | gravity         | SPACE SHOWER MUSIC                 |
| 2023年7月3日   | Arata                                                           | gravity         | SPACE SHOWER MUSIC                 |
| 2023年7月21日  | Black Coffee                                                    | gravity         | SPACE SHOWER MUSIC                 |
| 2023年8月9日   | Hyper Vacation                                                  | gravity         | SPACE SHOWER MUSIC                 |
| 2023年12月13日 | Image Word (New Recording Ver.)                                 | hooray          | SPACE SHOWER MUSIC                 |
| 2024年3月13日  | Story                                                           | hooray          | SPACE SHOWER MUSIC                 |
| 2024年4月24日  | Tayori feat.荒谷翔太                                            | hooray          | SPACE SHOWER MUSIC                 |
| 2024年7月1日   | Vidro                                                           | hooray          | SPACE SHOWER MUSIC                 |
| 2024年8月28日  | Massara feat.井上竜馬 (SHE'S)                                   | hooray          | SPACE SHOWER MUSIC                 |
| 2024年11月13日 | Sound Check                                                     | hooray          | SPACE SHOWER MUSIC                 |
| 2025年4月30日  | Mirai Bana                                                      |                 |                                    |

### アルバム

#### フルアルバム
|     | 発売日         | タイトル     | 品番                                                         | 最高位 |
| --- | -------------- | ------------ | ------------------------------------------------------------ | ------ |
| 1st | 2011年9月21日  | relight      | WPCL-10990（初回限定盤） WPCL-10991（通常盤）                | 12位   |
| 2nd | 2012年12月5日  | one and zero | WPZL-30494/5（初回限定盤） WPCL-11274（通常盤）              | 14位   |
| 3rd | 2014年3月5日   | period       | WPZL-30785/6（初回限定盤） WPCL-11709（通常盤）              | 10位   |
| 4th | 2015年8月5日   | androp       | WPZL-31063/4（初回限定盤・DVD付） WPCL-12178（通常盤）       | 8位    |
| 5th | 2018年3月7日   | cocoon       | UPCH-7399（初回限定盤・DVD付） UPCH-2152（通常盤）           | 23位   |
| 6th | 2021年12月22日 | effector     | PECF-3264（通常盤） PECF-9038（シリアルナンバー入り豪華BOX） | 63位   |
| 7th | 2024年12月11日 | hooray       | PECF-3296（通常盤） PECF-9064（初回生産限定盤）              | TBA    |

#### ミニ・アルバム
|     | 発売日         | タイトル | 品番                                              | 最高位 |
| --- | -------------- | -------- | ------------------------------------------------- | ------ |
| 1st | 2009年12月16日 | anew     | VRES-0001                                         | 134位  |
| 2nd | 2010年4月21日  | note     | VRES-0002                                         | 35位   |
| 3rd | 2011年2月16日  | door     | WPCL-10892（初回限定盤） WPCL-10893（通常盤）     | 15位   |
| 4th | 2016年10月12日 | blue     | ZXRC-2006（会員サイト限定盤） ZXRC-2005（通常盤） | 19位   |
| 5th | 2018年12月19日 | daily    | UPCH-7474（初回限定盤） UPCH-2182（通常盤）       |        |
| 6th | 2022年12月14日 | fab      | PECF-9047（スペシャストア限定盤）                 |        |
| 7th | 2023年8月23日  | gravity  | PECF-9054（スペシャストア限定盤）                 |        |

#### ベスト・アルバム
|     | 発売日        | タイトル        | 品番                                          | 最高位 |
| --- | ------------- | --------------- | --------------------------------------------- | ------ |
| 1st | 2016年7月27日 | best [and/drop] | WPCL-12419（初回限定盤） WPCL-12421（通常盤） | 17位   |

### 参加作品
| 発売日        | タイトル                                             | 規格品番                     | 収録曲                               |
| ------------- | ---------------------------------------------------- | ---------------------------- | ------------------------------------ |
| 2014年4月2日  | A-TTENT↑ON mixed by DJ MAYUMI                        | UPCH-20344                   | #30 Voice                            |
| 2015年1月14日 | APPLESEED ALPHA ORIGINAL SOUNDTRACK                  | WPZL-30921/3 WPCL-11969/70   | #11 You Make Me                      |
| 2016年3月9日  | Feel + unBORDE GREATEST HITS                         | WPCL-12321                   | #1 Feel #3 Yeah! Yeah! Yeah!         |
| 2017年1月25日 | 君と100回目の恋 Original Soundtrack                  | SRCL-9291/92/93              | #10 BGM #20 アイオクリ               |
| 2017年2月22日 | SPLASH☆WORLD                                         | SRCL-9317                    | #6 アイオクリ #10 泣恋               |
| 2020年1月22日 | サヨナラまでの30分 Original Soundtrack               | SRCL-11410～11411 SRCL-11412 |                                      |
| 2021年1月28日 | EYE VDJ MASA「EVERYONE, CHALLENGER. (feat. androp)」 | (配信限定)                   | EVERYONE, CHALLENGER. (feat. androp) |
| 2022年4月20日 | EYE VDJ MASA「FLY (feat. androp)」                   | (配信限定)                   | FLY (feat. androp)                   |
| 2023年6月21日 | EYE VDJ MASA「UNREAL (feat. androp)」                | (配信限定)                   | UNREAL (feat. androp)                |
| 2024年10月2日 | EYE VDJ MASA「REASON OF BIRTH(feat. androp)          | (配信限定)                   | REASON OF BIRTH(feat. androp)        |

## 書籍

### バンドスコア
1. anew（2011年11月18日）
2. note（2011年12月10日）
3. door（2011年2月16日）
4. relight（2012年1月20日）
5. one and zero（2012年12月19日）
6. period（2014年3月10日）

## タイアップ
| 起用年 | 曲名                 | タイアップ                                                                             |
| ------ | -------------------- | -------------------------------------------------------------------------------------- |
| 2011年 | Image word           | 三木孝浩監督のショート・ムービー「空色物語」の主題歌                                   |
| 2011年 | Merrow               | 三木孝浩監督のショート・ムービー「空色物語」の主題歌                                   |
| 2011年 | Youth                | 三木孝浩監督のショート・ムービー「空色物語」の主題歌                                   |
| 2011年 | Bell                 | 三木孝浩監督のショート・ムービー「空色物語」の主題歌                                   |
| 2013年 | Rainbows             | 映画『鈴木先生』主題歌                                                                 |
| 2013年 | Voice                | 日本テレビ系ドラマ『Woman』主題歌                                                      |
| 2013年 | Missing              | 映画『ルームメイト』主題歌                                                             |
| 2014年 | Light along          | 短編映画『平穏な日々、奇蹟の陽』主題歌                                                 |
| 2014年 | Run                  | J-WAVE『FOOTBALL FEVER 2014』キャンペーンソング                                        |
| 2014年 | Shout                | TBS系ドラマ『家族狩り』主題歌                                                          |
| 2015年 | You Make Me          | 映画『アップルシード アルファ』挿入歌                                                  |
| 2015年 | Ghost                | フジテレビ系ドラマ『ゴーストライター』主題歌                                           |
| 2015年 | Yeah! Yeah! Yeah!    | アサヒ飲料「三ツ矢サイダー」CM曲                                                       |
| 2015年 | Yeah! Yeah! Yeah!    | Google Play Music CM曲                                                                 |
| 2015年 | Kokoro               | NHK総合ドラマ『わたしをみつけて』主題歌                                                |
| 2016年 | Astra Nova           | ゲーム『スターオーシャン5 -Integrity and Faithlessness-』主題歌                        |
| 2017年 | BGM                  | 映画『君と100回目の恋』挿入歌                                                          |
| 2018年 | Joker                | 映画『伊藤くん A to E』主題歌                                                          |
| 2018年 | Ao                   | 日本赤十字社「はたちの献血」CM曲                                                       |
| 2018年 | Hikari               | フジテレビ系 木曜劇場「グッド・ドクター」主題歌                                        |
| 2019年 | Koi                  | 映画『九月の恋と出会うまで』主題歌                                                     |
| 2019年 | For you              | 日本郵便「ゆうパック」                                                                 |
| 2019年 | C                    | 「明治 ザ・チョコレート」CM曲                                                          |
| 2022年 | SummerDay            | 日本テレビ系『バゲット』8月エンディングテーマ                                          |
| 2023年 | Arata                | JR西日本 新幹線の旅「旅は、のぞみだ」キャンペーンCMソング                              |
| 2024年 | Story                | FODオリジナルドラマ『愛してるって、言いたい』主題歌                                    |
| 2024年 | Tayori feat.荒谷翔太 | 第一三共ヘルスケア「ルル」「家族をつなぐ くすり箱プロジェクト」第4弾キャンペーンソング |
| 2024年 | Vidro                | BS朝日ドラマ『タカラのびいどろ』エンディング主題歌                                     |
| 2025年 | Mirai Bana           | NHK『みんなのうた』                                                                    |

## ライブ
主催ツアー、イベントについて記載。

## ミュージックビデオ
| 年     | 曲名                                 | 監督                                               |
| ------ | ------------------------------------ | -------------------------------------------------- |
| 2009年 | 「Roots」                            | 須藤カンジ                                         |
| 2009年 | 「Tonbi」                            | 高橋健人                                           |
| 2010年 | 「Colorful」                         | 高橋健人                                           |
| 2011年 | 「MirrorDance」                      | 中村剛＋tamdem                                     |
| 2011年 | 「Puppet」                           | 伊瀬聖子                                           |
| 2011年 | 「Bright Siren」                     | 川村真司＋清水幹太＋長添雅嗣                       |
| 2011年 | 「Bell」                             | 川村真司 / 清水幹太 / AID-DCC                      |
| 2012年 | 「World.Words.Lights.」              | 川村真司＋清水幹太＋スズキユウリ＋柳澤知明＋KIMURA |
| 2012年 | 「Boohoo」                           | 川村真司＋清水幹太                                 |
| 2012年 | 「Rainbows」                         | 河合勇人 / 瀧田隆一                                |
| 2012年 | 「End roll」                         | 熊澤尚人                                           |
| 2013年 | 「Voice」                            | 川村真司 / ショウダユキヒロ                        |
| 2013年 | 「Missing」                          | ショウダユキヒロ                                   |
| 2014年 | 「One」                              | 志伯健太郎+谷川英司                                |
| 2014年 | 「Shout」                            | 川村真司＋清水幹太                                 |
| 2015年 | 「Ghost」                            | 永戸鉄也                                           |
| 2015年 | 「Yeah! Yeah! Yeah!」                | 前田康二 / 後藤匠平                                |
| 2016年 | 「Hana」                             | 川村真司                                           |
| 2016年 | 「Sunny day」                        | 高橋健人                                           |
| 2016年 | 「Kaonashi」                         | 高橋健人                                           |
| 2017年 | 「Prism」                            | 大河臣                                             |
| 2017年 | 「SOS! feat. Creepy Nuts 」          | ショウダユキヒロ                                   |
| 2018年 | 「Joker」                            | 高橋健人                                           |
| 2018年 | 「Hanabi (studio live)」             | 高橋健人                                           |
| 2018年 | 「Memento mori with Aimer」          | 高橋健人                                           |
| 2018年 | 「Hikari」                           | 菊池久志                                           |
| 2018年 | 「Home」                             | 菊池久志                                           |
| 2019年 | 「Koi」                              | 吉野主                                             |
| 2019年 | 「For you 」                         |                                                    |
| 2019年 | 「C」                                | 馬場一萌                                           |
| 2020年 | 「RainMan」                          | デコボーカル                                       |
| 2021年 | 「EVERYONE,CHALLENGER.」             | Kazuki Takahashi                                   |
| 2021年 | 「Beautiful Beautiful」              | オカダトウイチロウ                                 |
| 2021年 | 「Lonely」                           | Haruka Odaki                                       |
| 2021年 | 「Moonlight」(Lyric Video)           | Mari Elhanafy                                      |
| 2021年 | 「Know How」(Lyric Video)            |                                                    |
| 2021年 | 「SuperCar」                         | Kazuki Takahashi                                   |
| 2022年 | 「Tokio Stranger」(Lyric Video)      |                                                    |
| 2022年 | 「Tokio Stranger」(Live Music Video) | 高橋健人                                           |
| 2022年 | 「SummerDay」(Lyric Video)           | 高橋健人（出演：海津雪乃）                         |
| 2022年 | 「September」                        | 高橋健人                                           |
| 2022年 | 「Neo Tokio Stranger」               | 高橋健人                                           |
| 2023年 | 「Arata」                            | 吉野主                                             |
| 2024年 | 「Story」                            | 多田海                                             |
| 2024年 | 「Sound Check」                      |                                                    |